# 令和二年、雨天決行
『令和二年、雨天決行』（れいわにねん、うてんけっこう）は、2020年12月16日にソニー・ミュージックアソシエイテッドレコーズから発売された、amazarashiのEP。

## 概要
初回生産限定盤(CD+DVD+ステッカーセット)、通常盤(CD)の2形態で発売。

前作『ボイコット』リリース以降、全国ツアーの延期など令和2年に起きた出来事に対する思いが歌われた新曲全5曲が収録されている。

初回生産限定盤には新曲「令和二年」とインディーズ時代の楽曲「積み木」「東京」の弾き語り音源が収録されるほか、秋田ひろむがセレクトした過去のライブ映像と新規のポエトリーリーディングで構成された映像「amazarashi Live selection 2012 〜 2019」が収められたDVDが付属する。

## 収録曲
| 全作詞・作曲: 秋田ひろむ。 |                                                   |            |            |      |
| #                          | タイトル                                          | 作詞       | 作曲・編曲 | 時間 |
| 1.                         | 「令和二年」                                      | 秋田ひろむ | 秋田ひろむ | 4:35 |
| 2.                         | 「世界の解像度」                                  | 秋田ひろむ | 秋田ひろむ | 4:49 |
| 3.                         | 「太陽の羽化」                                    | 秋田ひろむ | 秋田ひろむ | 2:26 |
| 4.                         | 「馬鹿騒ぎはもう終わり」                          | 秋田ひろむ | 秋田ひろむ | 5:24 |
| 5.                         | 「曇天」                                          | 秋田ひろむ | 秋田ひろむ | 4:50 |
| 6.                         | 「令和二年 acoustic version」(初回生産限定盤のみ) | 秋田ひろむ | 秋田ひろむ | 4:24 |
| 7.                         | 「積み木 acoustic version」(初回生産限定盤のみ)   | 秋田ひろむ | 秋田ひろむ | 5:32 |
| 8.                         | 「東京 acoustic version」(初回生産限定盤のみ)     | 秋田ひろむ | 秋田ひろむ | 5:16 |
| 合計時間:                  | 合計時間:                                         | 37:16      |            |      |

| #   | タイトル                       | 作詞 | 作曲・編曲 | 初出                                                   |
| --- | ------------------------------ | ---- | ---------- | ------------------------------------------------------ |
| 1.  | 「空っぽの空に潰される」       |      |            | 0.7                                                    |
| 2.  | 「カルマ」                     |      |            | 0.7                                                    |
| 3.  | 「古いSF映画」                 |      |            | あまざらし 千分の一夜物語 スターライト                 |
| 4.  | 「スターライト」               |      |            | あまざらし 千分の一夜物語 スターライト                 |
| 5.  | 「収束」                       |      |            | amazarashi Live Tour 2016 世界分岐二○一六              |
| 6.  | 「季節は次々死んでいく」       |      |            | amazarashi Live Tour 2016 世界分岐二○一六              |
| 7.  | 「しらふ」                     |      |            | amazarashi Live Tour 2016 世界分岐二○一六              |
| 8.  | 「虚無病」                     |      |            | amazarashi 360° LIVE「虚無病」                         |
| 9.  | 「僕が死のうと思ったのは」     |      |            | amazarashi 360° LIVE「虚無病」                         |
| 10. | 「フィロソフィー」             |      |            | amazarashi LIVE「理論武装解除」                        |
| 11. | 「悲しみ一つも残さないで」     |      |            | amazarashi LIVE「理論武装解除」                        |
| 12. | 「ワードプロセッサー」         |      |            | amazarashi LIVE「朗読演奏実験空間『新言語秩序』」      |
| 13. | 「リビングデッド」             |      |            | amazarashi LIVE「朗読演奏実験空間『新言語秩序』」      |
| 14. | 「独白」                       |      |            | amazarashi LIVE「朗読演奏実験空間『新言語秩序』」      |
| 15. | 「命にふさわしい」             |      |            | amazarashi Live Tour 2019 未来になれなかった全ての夜に |
| 16. | 「未来になれなかったあの夜に」 |      |            | amazarashi Live Tour 2019 未来になれなかった全ての夜に |